# Чаплик, Александр Владимирович
Александр Владимирович Чаплик (род. 25 сентября 1937, Одесса) — советский и российский физик. Академик РАН (с 2011 года). Заведующий лабораторией Института физики полупроводников им. А. В. Ржанова СО РАН и профессор Новосибирского университета. Заслуженный деятель науки РФ (1999), награждён медалью ордена «За заслуги перед Отечеством» II степени (2018). Один из пионеров теории низкоразмерных систем, чьи работы помогли заложить теоретический фундамент современной микро- и оптоэлектроники.
Специалист в области теории твёрдого тела и теорий атомных и молекулярных столкновений. Имеет более 3600 цитирований своих работ, опубликованных в реферируемых журналах. Индекс Хирша (2021 год) — 28.

## Биография
Родился в 1937 году в Одессе. В августе 1941 года вместе с семьёй А. В. Чаплик отправился в эвакуацию. Мать (Ида Абрамовна Чаплик) — врач, работавшая во время войны в госпиталях, а отец (Владимир Евсеевич Чаплик, 1912—1995) был участником Второй Мировой войны, награждён орденами Красной Звезды, Отечественной войны I степени, медалями, в том числе «За победу над Германией». В 1947 году защитил кандидатскую диссертацию. Преподавал в Саратовском институте механизации сельского хозяйства, в НГПУ и НГМУ. С 1958 по 1969 год возглавлял кафедру основ марксизма-ленинизма, а затем — кафедру философии и научного коммунизма до 1977 года.
C 1944 года А. В. Чаплик обучался в школе № 19 города Саратов, которую окончил в 1954 году с золотой медалью. После окончания школы поступил на физический факультет Саратовского государственного университета, который окончил в 1959 году с отличием. Дипломную работу выполнял под руководством профессора М. А. Ковнера.
После университета был направлен по распределению в Сибирское отделение АН СССР. Поступил на работу в Институт радиофизики и электроники в Новосибирске, где с 1960 года обучался в аспирантуре у профессора Ю. Б. Румера. Помимо него, Чаплик называет своими учителями также А. М. Дыхне и В. Л. Покровского. В 1964 году защитил кандидатскую диссертацию по теме «Вопросы адиабатического приближения в квантовой механике». C 1968 года стал старшим научным сотрудником и заведующим Лабораторией физики твёрдого тела.
С 1965 года работал в Институте физики полупроводников СО АН СССР. С 1964 года совмещал работу в институте и преподавание в Новосибирском государственном университете на кафедрах Общей физики и Квантовой оптики, читая курсы физики твёрдого тела и спектроскопии. С 1979 года стал профессором университета. На базе Института физики полупроводников в 1972 году защитил докторскую диссертацию «К теории электронных процессов на поверхности и в тонких слоях твердых тел».
Выступал научным консультантом двухтомника «Физика твёрдого тела: Энциклопедический словарь», написал научно-популярную статью для журнала «Квант».
22 мая 2003 года избран членом-корреспондентом РАН по Отделению физических наук. По тому же отделению 22 декабря 2011 года избран действительным членом РАН.
За время своей работы подготовил 11 кандидатов наук и двух докторов наук и опубликовал более 200 научных работ.
Член редколлегии журналов «Physics of Low-Dimensional Structures», «Наноструктуры» и «Физика твёрдого тела».

## Научный вклад
Основные научные интересы А. В. Чаплика лежат в области физики твёрдого тела, а также атомных и молекулярных столкновений.
В области атомной физики занимался проблемой атомных и молекулярных столкновений. Им была, в частности, решена задача об адиабатическом возмущении квантовой системы, состоящий из одного дискретного уровня и непрерывного спектра. Разработал теорию неупругих столкновений атомов в газе высокой плотности и лазерных полях высокой интенсивности. Ряд работ посвящён исследованию неупругих столкновительных процессов в молекулах.
А. В. Чаплик изучал электронные процессы на поверхности твёрдых тел и в низкоразмерных системах. В частности, им проведены исследования влияния на рассеяние электронов примесей и спектра их состояний в тонких плёнках; разработана квантовая теория рассеяния электронов на шероховатостях поверхности, впервые обсудив влияние обменной энергии на спект электронов. В рамках изучения двумерных электронных систем проводил расчёты некоторых свойств коллективной динамики возбуждённых электронов — плазмонов. Им предсказан феномен вигнеровской кристаллизации в инверсионных слоях полупроводников и исследовано влияние внешнего магнитного поля на него, решена задача о плазменных колебаниях в тонких плёнках и установлена их связь с акустическими волнами. Занимался также исследованиями кинетических и оптических характеристик тонкослойных твёрдотельных объектов. Проведённые А. В. Чапликом работы стали одной из основ нового раздела в области физики твёрдого тела — физики низкоразмерных систем. Заметил, что два фермиона в двумерной системе со спин-орбитальным взаимодействием могут формировать связанное состояние.
Внёс вклад в физику наноструктур. А. В. Чаплик обобщил теоремы Кона на случай квантовых точек, построил теорию незатухающих токов в квантовых кольцах с сильными кулоновскими корреляциями, развил теорию спонтанной поляризации в ансамблях квантовых точек, а также теорию низкоразмерных электронных систем сложной геометрической формы. Показал, что для квантовой точки с двумя электронами происходит переход между синглентным и триплетным состояниями в магнитном поле.

## Общественная позиция
Высказал опасения из-за открытия кафедры теологии в МИФИ в 2012 году. В целом поддержал борьбу с лженаукой. Состоит в Клубе «1 июля». Высказался против реформы Академии наук в 2013 году и создания ФАНО. Был в числе подписавшихся под открытым письмом к генеральному директору ВГТРК по поводу агрессивной риторики в эфире второго канала Д. К. Киселева, который пригрозил превратить США в «радиоактивный пепел».
В феврале 2022 года подписал открытое письмо российских учёных и научных журналистов с осуждением вторжения России на Украину и призывом вывести российские войска с украинской территории. В августе 2022 года совместно с рядом российских правозащитников и учёных подписал открытое письмо Президенту России, предложив ему содействовать отмене смертной казни в ДНР.

## Награды
- Заслуженный деятель науки РФ (1999)[17].
- Награждён медалью ордена «За заслуги перед Отечеством» II степени (2018)[17].
- Лауреат премии имени А. Ф. Иоффе РАН (2020) — за цикл работ «Теория плазменных колебаний в низкоразмерных системах и наноструктурах»[17].
- Лауреат премии МАИК «Наука»[17]
- Почётная грамота Российской академии наук (23 апреля 2024) — за многолетний плодотворный труд на благо отечественной науки, значительный вклад в развитие фундаментальных и прикладных научных исследований в области полупроводников, физики конденсированного состояния, полупроводниковой микро- и наноэлектроники, квантовых технологий и в связи с 60-летием основания федерального государственного бюджетного учреждения науки Института физики полупроводников им. А.В. Ржанова Сибирского отделения Российской академии наук